# Żelków
Żelków (daw. Żelikowo) – wieś w Polsce położona w województwie mazowieckim, w powiecie siedleckim, w gminie Skórzec. Ma status sołectwa. Leży na południowy zachód od Siedlec.
Na terenie wsi utworzono dwa sołectwa Żelków I (w roku 2015 było 301 mieszkańców) i Żelków II (329 mieszkańców).
W latach 1975–1998 miejscowość administracyjnie należała do województwa siedleckiego.
Żelków jest siedzibą założonego w 2008 roku klubu piłkarskiego KP Żelków.